# 辛业江
辛业江（1934年—），男，湖南临澧人，中华人民共和国政治人物，曾任海南省人大常委会副主任。

## 生平
1998年因受贿罪被判处有期徒刑5年。